# 電子スチルビデオカメラ

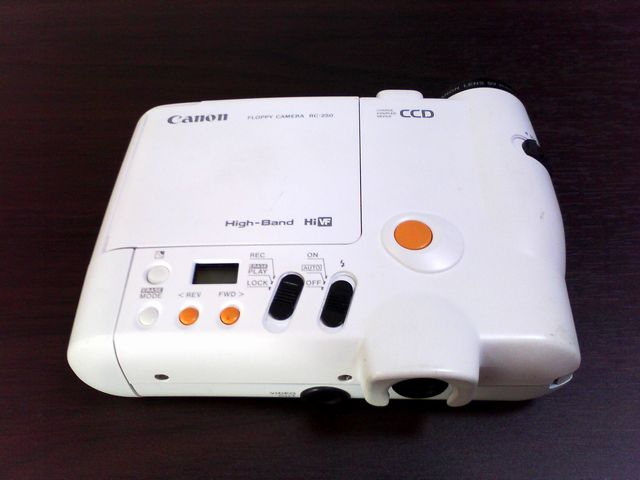
キヤノン Q-PIC RC-250

電子スチルビデオカメラ (でんしスチルビデオカメラ) とは、CCDイメージセンサ等の固体撮像素子を利用して撮影画像 (静止画) を電気信号に変換し専用のフロッピーディスクに即時記録することができる電子カメラおよび、そのシステムのこと。電子スチルカメラ、スチルビデオカメラとも呼ばれた。
略称は"SV" (エスブイ) または"SVC"、"ESVC"。

## 概要
現在のデジタルカメラの仕組みに似ているが、電気信号をアナログ記録 (FM記録) する点が大きく異なる。 “スチルビデオ”は“静止した映像”の意で、動画カメラを意味したものではない。

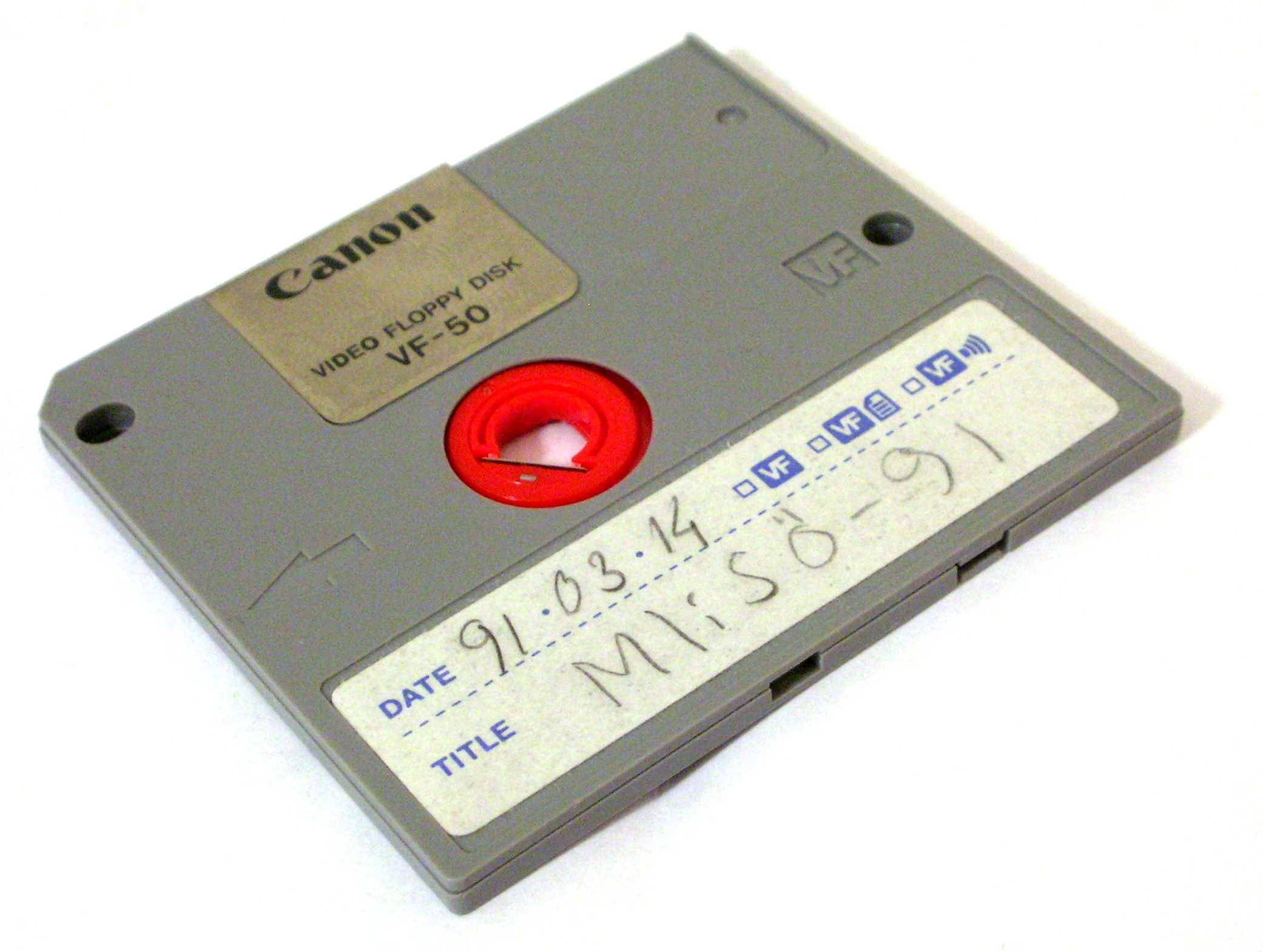
スチルビデオフロッピー キヤノン VF-50

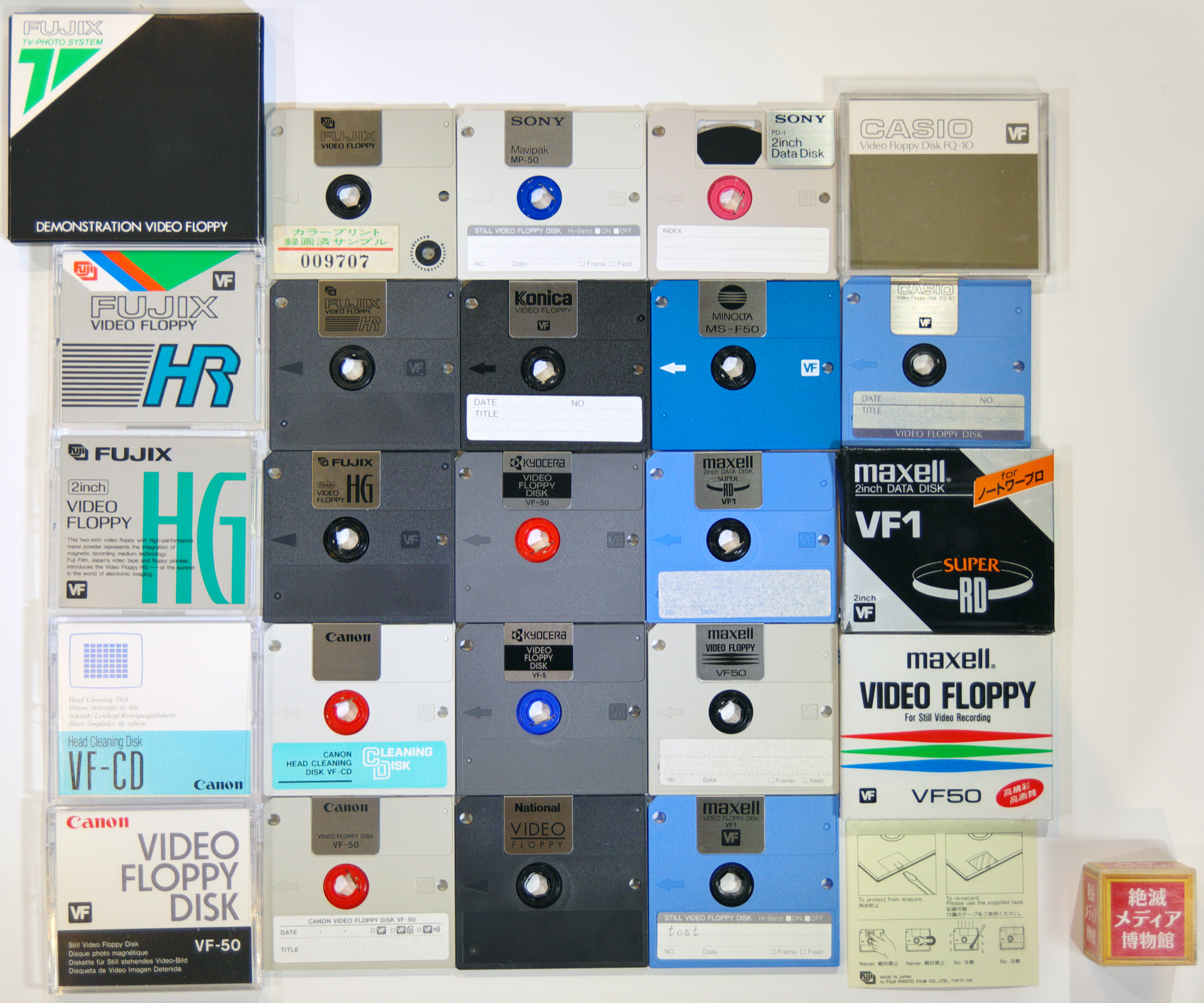
各社のビデオフロッピー、2インチデータディスク

記録に使う「スチルビデオフロッピー」あるいは簡略化して「ビデオフロッピー」は、メタル磁性体を使用する2インチのフロッピーディスクである。この媒体には同心円状に配置された52本のトラックがあり、そのうち50トラックに記録が可能である。1枚のビデオフロッピーに記録できるのはフィールド記録で50枚の静止画となる。また2トラックを使用し画像密度を細かくするフレーム記録で25枚の静止画となる。画像の代わりに音声を記録することも可能である。
再生装置は、ビデオデッキのような“据え置き”、カメラ本体に内蔵した“再生機能内蔵”、カメラと接続して再生する“専用再生機”などがある。 据え置きは業務用や家庭用でも高価な機種が多く、テレビモニターで写真を確認しビデオプリンターに接続し印刷、電送機に繋げ電話回線をつかっての電送などができる。またはビューファインダーやモニターを備えた携帯用のもがあり撮影現場での確認と、不要な写真の削除などを目的としたものであった。家庭用は再生機能内蔵と専用再生機のものが大半で、テレビの観賞をメインとする機種が多い。これはスライド上映のスクリーンをテレビ画面に置き換えたものと考えることができる。出力はコンポジット映像信号が多く、ビデオカセットに写真を録画する事も想定された。
スチルビデオカメラ製品は、ソニー、キヤノンのほか、ミノルタ、ニコン、カシオなどから発売され、富士フイルムはDPEでのメディア変換サービス (銀塩フイルムからビデオフロッピー) やビデオフロッピーからの印刷、再生装置の販売等を行った。

## 歴史と評価

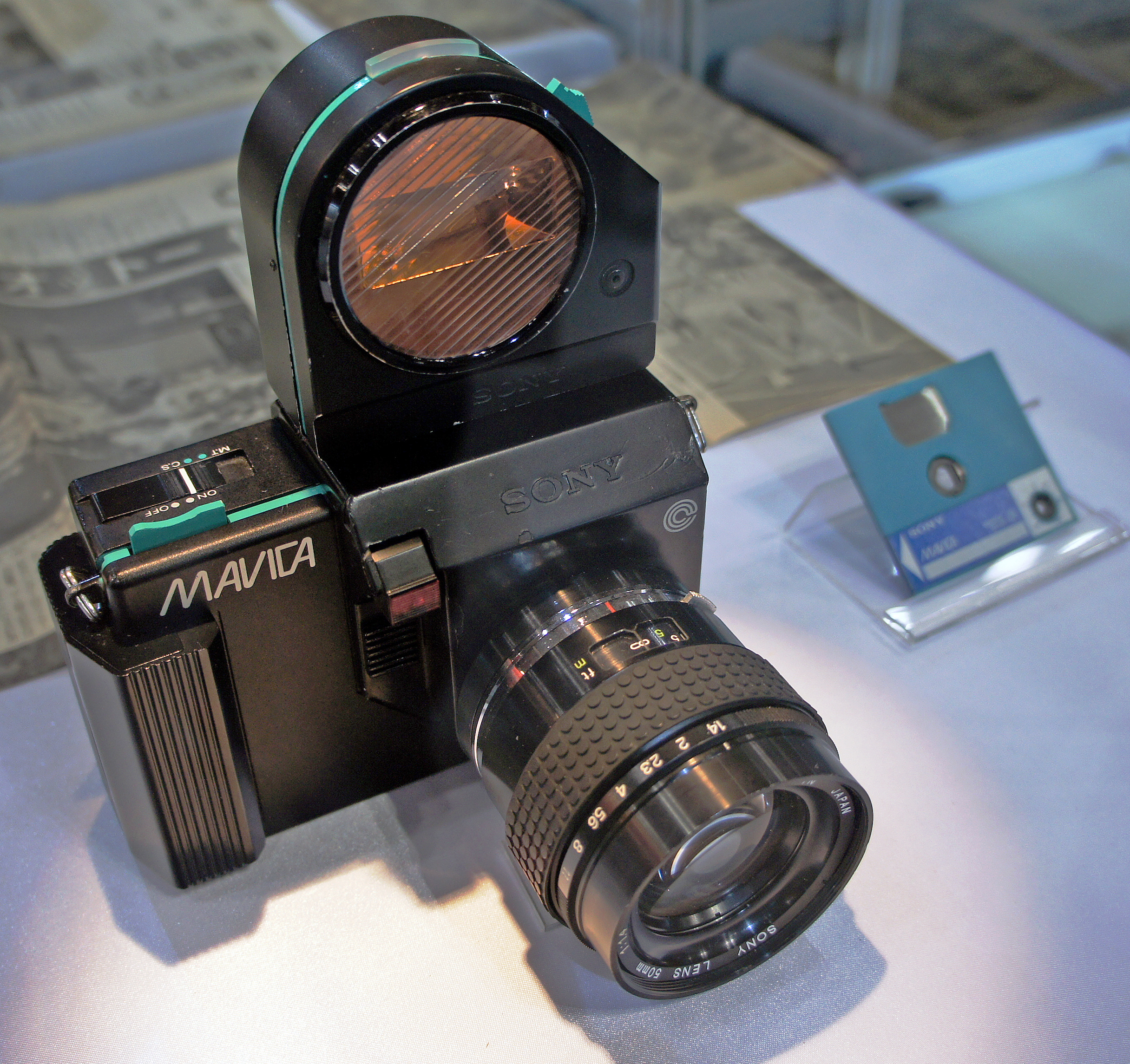
ソニー・マビカの第1号試作機

1981年にソニーが試作した「マビカ (MAVICA)」が第一号となる。
マビカが使用する記録媒体は物理的には電子計算機用のフロッピーディスクと同じものだが、電子計算機用の使用法であるデジタル記憶媒体としてではなく、アナログ方式で記録再生する。
ソニーの発表後、数社が電子スチルカメラの技術発表を行い、1983年にこの発表を行った企業が中心となって「電子スチルカメラ懇談会」が発足され、翌年にはスチルビデオフロッピーの統一規格が発表された。1984年に開催されたロサンゼルスオリンピックでは、ソニーと朝日新聞社は「マビカシステム」を投入し、キヤノンと読売新聞社は開発したばかりの「スチルビデオシステムＤ413」を持ち込み、報道写真の画像伝送に利用された。
製品の発売は、1986年にキヤノンから発売された「RC-701」が最初になる。これは一式で500万円を超える高価な製品であり、主に報道写真などに利用された。翌年、ミノルタ (現コニカミノルタ) から、自社の一眼レフカメラ「α-7000」に装着するスチルビデオバックの形で商品化。この後しばらく、既存の一眼レフベースのスチルビデオカメラが作られるが、価格が数百万円と高額のために、ほとんど報道用の利用に限られていた。それでも膨大な量の撮影を行う業務ではフイルム代や現像代が不要、現像時間を削減できる、ということもあり導入が進んだ。

しかし、スチルビデオカメラは静止画を電子的に記録するという意味では非常に先駆的な製品であったが、実用面では以下のような問題があった。
- 撮影画像を見るためにはテレビに接続する必要があった。
- カメラ本体で再生・消去ができない機種が存在した
- 機種によってはカメラとしてはかなり大ぶりなスタイルで重量もあった。消費電力も多くバッテリー駆動での実用性が低かった。
- カメラ自体が高価。後期には結局大幅値下げが各店舗で行われた。
- 動画の半コマないしは1コマに相当する画像であり、静止画としては画質が低い。

スチルビデオカメラは主に即時性を要求される報道写真の分野で多く利用されたが、動画の1コマを静止画として記録するという仕組みから画質が悪く、スチルビデオカメラで撮影した旨のキャプションが写真に添えられることも多かった。
特に、当時既に普及期に入っていた動画用のビデオカメラ並みの価格であるにもかかわらず、静止画のみの記録で、しかもその画質がよくない、という点がこのシステムが普及しなかった最大の原因とされている。
また、電子データであることからパソコンでの利用も考えられるが、アナログな情報であるため、デジタイズしなければならず、メディアをパソコンに差し込んで画像ファイルを取り出す様な手軽さは実現出来なかった。パソコンが一般化していなかったこと以上に、このシステムではデータをアナログ記録するという仕様上、パソコンへの取り込みにはアナログビデオからの取り込みと同じくビデオキャプチャボードを必要とするなどの手間が必要であったことも原因である。
いずれにしても、実用化に当たって技術水準が追いついていなかったため、コンセプト倒れになってしまった製品といえる。しかしながら、このカメラにおける先駆的な試みは、後のデジタルカメラにも生かされている。

## 販売された製品一覧

### キヤノン
- RC-701：1986年発売、390,000円。世界初の市場製品となるスチルビデオカメラ。レンズ交換式一眼レフ。
- RC-760：1988年発売、590,000円。RC-701の後継機。
- RC-470：1988年発売、238,000円。2焦点レンズ組込み。パナソニックと共同開発。
- RC-250：1988年発売、Q-PIC (きゅーぴっく) の愛称がつき98,000円の低価格化を果たした。再生機能内蔵。
- RC-560：1992年発売、357,000円。3倍電動ズームレンズ搭載。
- RC-360：1992年発売、168,000円。オプション使用により、マッキントッシュへ画像を送り込むことが可能。

### ソニー
- プロマビカ MVC-A7AF：1987年発売。オートフォーカス一眼レフ (レンズ交換不可) 録音機能搭載。
- マビカ MVC-C1：1988年発売。一般向け機種の中でも69,800円と低価格化を実現。固定焦点レンズ。
- マビカ MVC-A10：1989年発売。MVC-C1の後継機、録音機能を追加。
- プロマビカ MVC-5000：1989年発売。レンズ交換式一眼レフ、2/3型CCDを2枚搭載。
- プロマビカ MVC-2010：1989年発売。MVC-A7AFをハイバンド仕様にした改良型。
- プロマビカ MVC-2000：1989年発売。MVC-2010から録音機能が除かれた。日本未発売。[14]
- プロマビカ MVC-7000：1992年発売。MVC-5000の後継機、1/2型CCDを3枚搭載。再生機能内蔵。

この商標と型番は、後に発売されたデジタルカメラ「デジタルマビカ」に引き継がれた。

### ミノルタ
- スチルビデオバック SB-70 SB-90：1987年発売。同社の一眼レフカメラ、α-7000, α-9000に装着して使用する。
- MS-C1100：1992年発売。α-3xiをベースに作られた。デジタルイメージレコーダーMS-R1100でDATにデジタル記録できる。

### カシオ
- VS-101：1987年発売。初の一般向けスチルビデオカメラ。再生機能内蔵。

### ニコン
- QV-1000C：1988年発売、モノクロ専用として高画質化を図った報道写真専用機。

### 京セラ
- サムライ フロッピー V-70：1990年発売。サムライZ2をベースに作られた。
- サムライ フロッピー V-77：1993年発売。V-70の改良型。
- サムライ フロッピー VC-10：1993年発売。レンズ周囲に3灯のストロボを配置し、無影撮影が可能。

その他に、電子カメラ DA-1がある。1996年発売。デジタルカメラと中間的存在でビデオフロッピーのとこだけがアナログ型で、他はすべてデジタルでコントロールされている。専用ケーブルとソフトでPCに画像を送り込むことが可能。

### 富士フイルム
- ES-1：1987年発売。一眼レフ形式 (レンズ交換不可)。電動3倍ズームレンズ搭載。
- ES-20：1988年発売。オートフォーカス電動2倍ズームレンズ搭載。専用プレイヤーにより録音可能。
- ES-30TW：1989年発売。2焦点レンズ組み込み。

その他、富士フイルムでは録画機、再生機など多種なシステムを販売していた。

### ペンタックス
- EI-C70：1993年発売。オートフォーカス電動3倍ズームレンズ搭載。外付けオプションで録音可能。再生機能内蔵。[16]

### オリンパス
- VC-100：1991年発売。電動3倍ズームレンズ搭載。画像加工も可能な再生装置スチルビデオプロセッサーVA-200とセット販売。

### コニカ
- KC-400：1987年発売。オートフォーカス一眼レフ。マウントアダプタを使用してレンズ交換可能。
- KC-300：1988年発売。ポップアップファインダー搭載。

### パナソニック
- AG-ES10：1988年発売。キヤノンとの共同開発によるRC-470と同型機。